# Capasa viridifascia
Capasa viridifascia là một loài bướm đêm trong họ Geometridae.